# Scott Barrett
Scott Kevin Barrett (Nueva Plymouth, 20 de noviembre de 1993) es un jugador neozelandés de rugby que se desempeña como segunda línea y juega en los Crusaders del Super Rugby. Es internacional con los All Blacks desde 2016.

## Trayectoria deportiva
Es hermano menor del apertura Beauden Barrett (elegido dos veces como Mejor Jugador del Mundo) y hermano mayor del fullback Jordie Barrett, ambos también jugadores de los All Blacks.
Debutó en la Mitre 10 Cup con Canterbury RU en 2014 y jugó tres temporadas con ellos. Desde 2017 integra a los Taranaki Bulls.

### Internacional
Representó a los Baby Blacks y participó con ellos en el Campeonato Mundial. El equipo que compitió en Francia 2013 obtuvo la cuarta posición.
Steve Hansen lo convocó a los All Blacks para disputar los test matches de fin de año 2016 y debutó contra el XV del Trébol. Enfrentó a los British and Irish Lions jugando todos los test de la histórica gira de 2017.
Fue seleccionado por Steve Hansen, para formar parte de los All Blacks en la Copa Mundial de Rugby de 2019 en Japón donde desplegaron un brillante juego en el que ganaron todos los partidos de la primera fase excepto el partido contra Italia que formaba parte de la última jornada de la primera fase,que no se disputó debido a la llegada a Japón del Tifón Hagibis.
En cuartos de final se enfrentaron a Irlanda, partido con cierto morbo porque el XV del trébol había sido el único que había sido capaz de vencer a los All Blacks en los últimos años. Sin embargo, Nueva Zelanda desplegó un gran juego y venció por un amplio resultado de 46-14.
En semifinales jugaron ante Inglaterra donde se formó cierta polémica debido a la formación utilizada en forma de uve por el XV de la rosa a la hora de recibir la haka de los All Blacks, el partido fue posiblemente el mejor que se pudo ver en todo el campeonato, donde vencieron los ingleses por el marcador de 19-7. Barrett fue una pieza fundamental para Hansen ya que la ya que jugó 5 partidos siendo titular en cuatro de ellos bien jugado en la segunda línea o bien en el ala cerrado. Además fue el autor de dos ensayos en el campeonato uno en el primer partido que jugaron ante Sudáfrica, y el otro ante  Canada

#### Participaciones en Copas del Mundo
| Mundial                       | Sede  | Resultado     | PJ | Tries |
| ----------------------------- | ----- | ------------- | -- | ----- |
| Copa Mundial de Rugby de 2019 | Japón | Tercer puesto | 5  | 1     |

## Palmarés y distinciones notables
- Mitre 10 Cup de 2015
- Mitre 10 Cup de 2016
- Super Rugby 2017
- Super Rugby 2018
- Super Rugby 2019
- Rugby Championship 2017
- Rugby Championship 2018